# Douilly
Douilly ist eine französische Gemeinde mit 250 Einwohnern (Stand 1. Januar 2022) im Département Somme in der Region Hauts-de-France im Norden von Frankreich. Die Gemeinde gehört zum Kanton Ham und ist Teil des Gemeindeverbandes Est de la Somme.

## Geographie

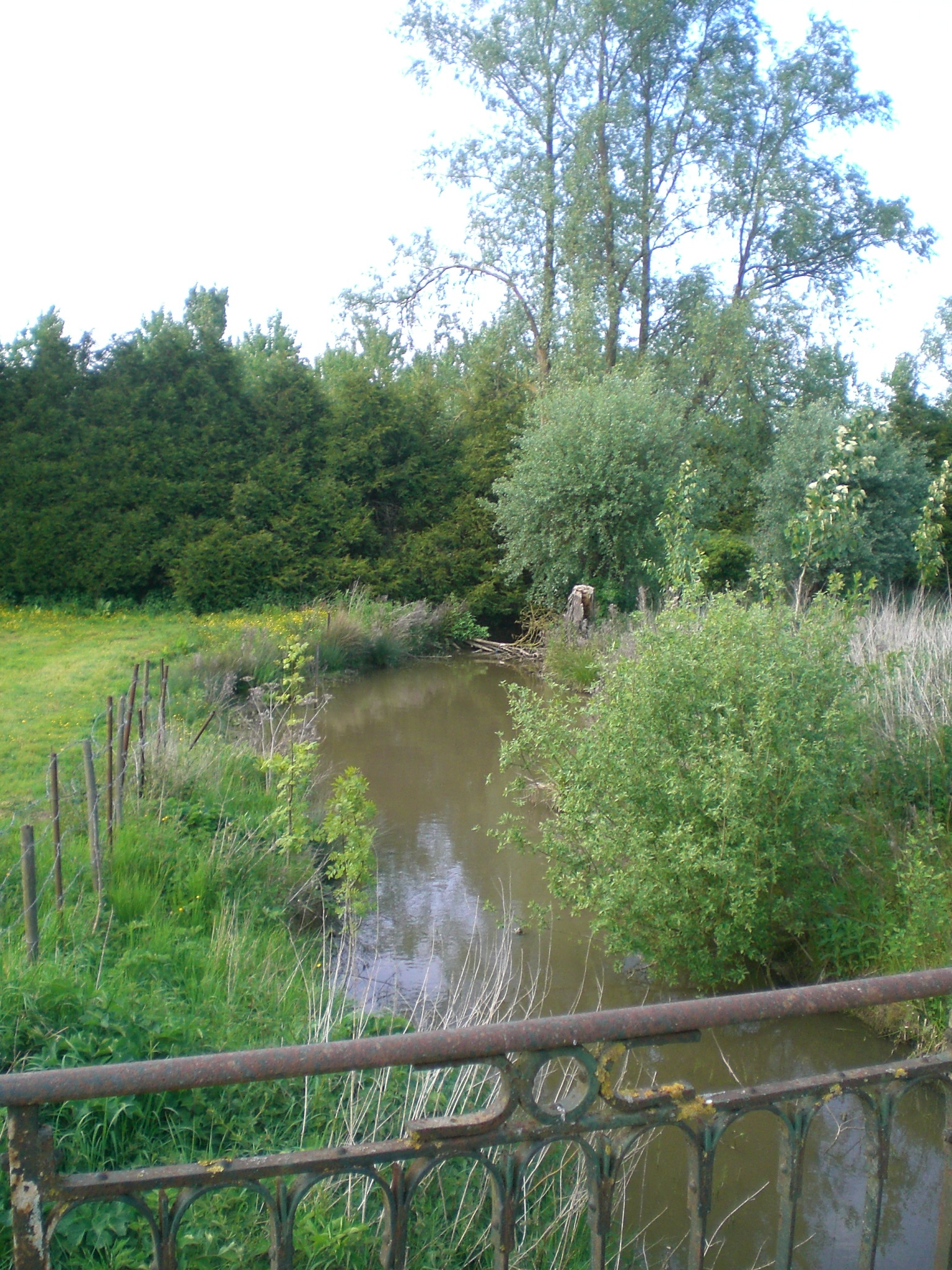
Die Germaine in Douilly

Douilly liegt nördlich von Ham am Bach Germaine, der hier entspringt.

## Einwohner
| 1962 | 1968 | 1975 | 1982 | 1990 | 1999 | 2006 | 2016 |
| ---- | ---- | ---- | ---- | ---- | ---- | ---- | ---- |
| 296  | 296  | 292  | 260  | 250  | 222  | 243  | 236  |